# 北方暴雪
北方暴雪，是原暴雪娱乐旗下的工作室，因暗黑破坏神系列而知名。该工作室最初设在旧金山湾区的红木城，后搬到相距不远的圣马特奥，2005年宣布结业。

## 历史
北方暴雪原本是一家独立的公司，成立于1993年，当时名为Condor，由麦克斯舍费尔，埃里希·舍费尔，大卫·布雷维克和比爾·羅普耳成立。1996年，在《暗黑破坏神》发行前九个月被暴雪收购并改名。暗黑破坏神和2000年发行的暗黑破坏神II均获得成功。一年后再发行暗黑破坏神II的资料片。
在2003年6月前有两款游戏正在研发。然而，在2003年6月30日，几名核心员工离开暴雪北方，成立了新的公司旗舰工作室（有8个员工到这里工作，包括麦克斯舍费尔，埃里希·舍费尔，大卫·布雷维克和比爾·羅普耳）和Castaway Entertainment（有9个到这里工作）。北方暴雪陆续有30名员工离开公司。而辞职的原因有部分是因为与暴雪娱乐公司的母公司维旺迪发生冲突，有部分是希望开发新游戏。辞职导致的后果是两款研发中的游戏中其中一款被取消，暴雪娱乐公司表示，被取消的游戏是“北方暴雪类型的游戏。”
2005年8月1日，暴雪娱乐宣布北方暴雪关闭。其中一个关键原因是暴雪北方开发的《暗黑破坏神III》并不能满足维旺迪的期望。前北方暴雪工作人员，包括Joseph Lawrence、Wyatt Cheng 和 Matt Uelmen隨後参与制作暴雪娱乐的游戏《魔兽世界：燃烧的远征》。前北方暴雪画家参与制作《魔獸世界卡牌遊戲》。
几个参与暗黑破坏神的员工（包括埃里克·塞克斯顿，冈村道夫和史蒂芬佑）加入一间叫Hyboreal Games的新公司。

## 旗下游戏

### Condor时期
- NFL Quarterback Club '95 (1994年)
- 正义联盟特遣部队(1995年)
- NFL Quarterback Club '96

### 北方暴雪时期
- 暗黑破坏神 (1996年)
- 暗黑破坏神II (2000年)
- 暗黑破坏神II：毁灭之王 (2001年)

### 已取消
- 暗黑破坏神III (制作时间为2000年-2005年)